# Екатай
Екатай (дав.-гр. Ἑκαταίος) — правитель стародавніх синдів за часів базилевсів Сатира I та Левкона I у Боспорській державі. 
Він був одружений з правителькою меотів Тіргатао, а пізніше з донькою базілевса Боспору Сатира І. 

## Життєпис
Екатай (Екатей) був правителем скитського народу синдів у Північному Причорномор'ї, які мешкали трохи вище Боспору.
Він був одружений із Тіргатао, правителькою скитського народу меотів, що займались землеробством і підтримували торгові відносини з Босфором. 
Полієн у "Strategemata" пише наступне: Гекатей був повалений противниками Спартокідів, але боспорський цар Сатир I надав йому допомогу і відновив на троні, за умови, що замість Тіргатао від візьме в дружини його доньку, закріпивши таким чином їх союз. Сатир вимагав вбити Тіргатао, але Екатей, не наважився зробити це, а ув'язнив її у міцній фортеці і наказав жити під вартою; але Тіргатао втекла, обдуривши варту.
Після цього Тіргатао підняла своїх одноплемінників та сарматів на боротьбу проти Боспорського царства та підпорядкованого йому Синдику. 
Привівши з собою багато з войовничих племен, що жили навколо Меотиди, вона сильно спустошувала набігами землі, що належали Екатаю, а також завдавала шкоди державі Сатира, так що вони змушені були шукати миру, давши в заручники Сатирова сина - Метродора. Тіргатао погодилася примиритися, але її противники, не дотрималися клятви. Сатир I найняв двох осіб вчинити замах на життя Тіргатао, з'явившись до неї під виглядом прохачів. Однак її врятував пояс, що відбив удар. 

Тоді Тіргатао знову почала війну, вбивши заручника, і відновивши набіги, поки Сатир I не помер. 
Екатай був батьком Октамасада (від Тіргатао) який згодом узурпував трон свого батька, усунувши його від влади. Після цього базілевс Левкон, побачивши можливість анексувати Синдику, розпочав війну з Октамасадом. Левкону вдалося витіснити Октамасада до Скитії. Потім Левкон змусив Екатея залишити престол і передати йому владу. Землі Синдику увійшли до Боспорської держави, які згодом успадкував Горгіпп.
При археологічних розкопках дійсно були знайдені зруйновані городища, що належать до того періоду часу.